# Lotos
Pour l’article homonyme, voir LOTOS.
Cet article possède un paronyme, voir Lotus.

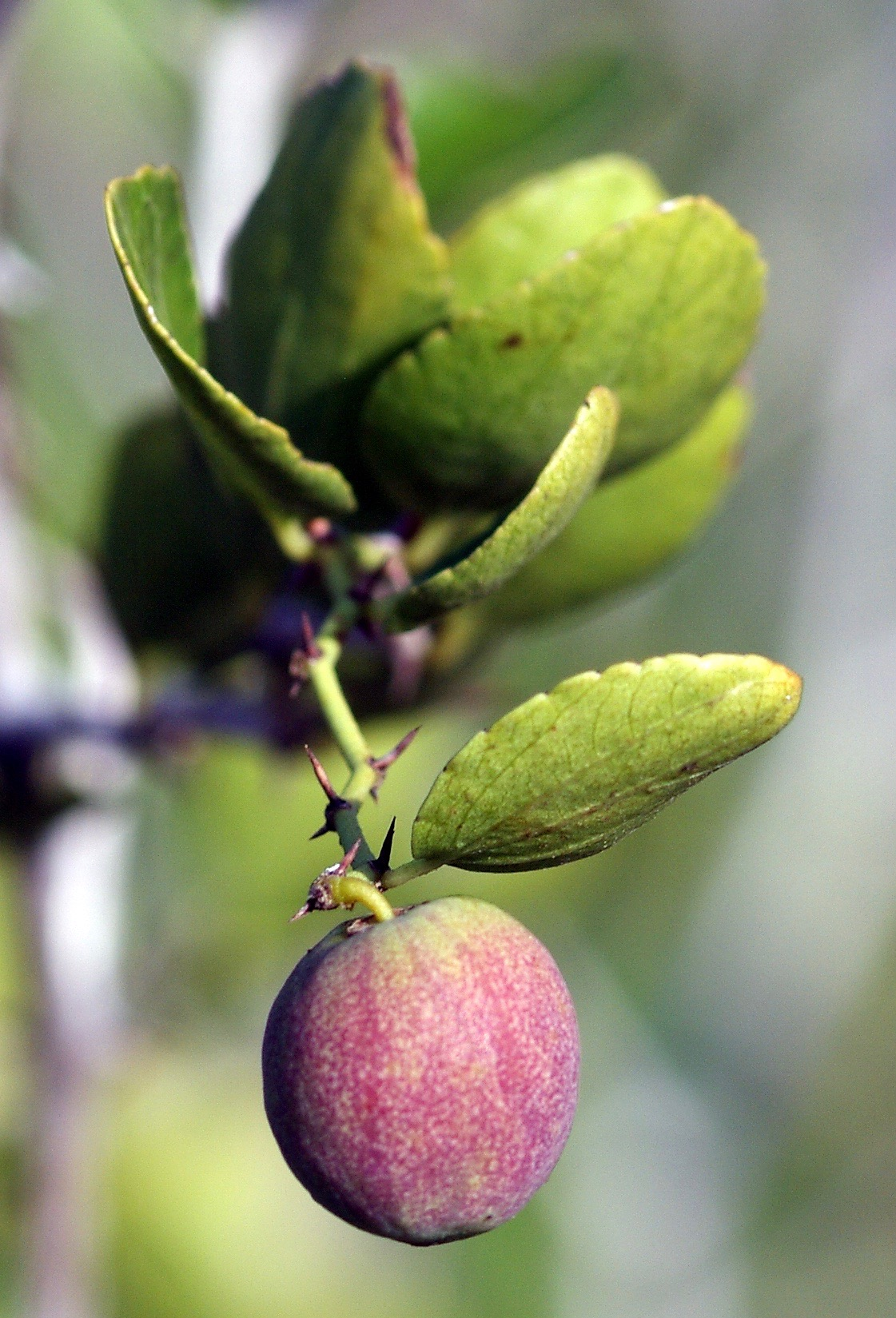
Un jujube lotus ou lotos, en cours de maturation. Photographie prise à Adana, en Turquie, en novembre 2012.

Le lotos (Λοτος [sic. λωτός], lotos, en grec) est un fruit au goût de miel qui apparaît essentiellement dans l'épisode des Lotophages (littéralement les « mangeurs de lotos ») dans l'Odyssée d'Homère. C'est une plante qui a la capacité de faire perdre la mémoire : quiconque s'en nourrit oublie qui il est et d'où il vient. 
On l'a identifié avec la baie du jujubier sauvage (ou jujubier lotus). Son nom peut être, en raison de cette homophonie et paronymie, confondu avec celui de la fleur aquatique Nymphaea lotus.

## Dans l'Odyssée
Les éclaireurs qu'Ulysse envoie en reconnaissance après avoir abordé l'île apparemment hospitalière des Lotophages, goûtent leur lotos et oublient leur mission, leur identité et leur envie de retour : le héros d'Homère devra les ramener de force afin de pouvoir poursuivre son voyage vers Ithaque. 

« Mais, à peine en chemin, mes envoyés se lient avec les Lotophages qui, loin de méditer le meurtre de nos gens, leur servent du lotos. Or, sitôt que l'un d'eux goûte à ces fruits de miel, il ne veut plus rentrer ni donner de nouvelles. »

— (ibid., IX, 91-95, trad. Victor Bérard)

## Dans lesHistoiresde Polybe
L'historien grec Polybe au IIe siècle avant notre ère décrit dans son Livre XII le lotos comme suit :
Le lotos est un arbre peu élevé, rugueux et épineux ; il a une feuille verte semblable au nerprun, un peu plus allongée et large. Le fruit au début est semblable pour la couleur et la grosseur aux baies du myrte blanc, quand elles sont mûres ; lorsqu'il grossit, sa peau devient écarlate et il ressemble pour la grosseur aux olives rondes, avec un noyau extrêmement petit. Lorsqu'il est mûr, on le cueille, et une fois broyé avec du gruau, pour les esclaves, on le tasse dans des jarres ; pour les hommes libres on enlève le noyau, on le prépare de la même façon et on s'en nourrit. Il ressemble pour la saveur à la figue et à la datte, mais avec un parfum plus agréable. On en fait aussi du vin en le détrempant et en le faisant macérer dans de l'eau, vin agréable au goût et savoureux, comparable au meilleur vin au miel, et que l'on boit sans eau. Mais il ne peut pas se conserver plus de dix jours ; aussi le prépare-t-on en petites quantités selon le besoin. On fait aussi du vinaigre avec ce fruit.

- POLYBE, Histoires, XII, 2, trad. Paul Pédech